# Kuzuyu

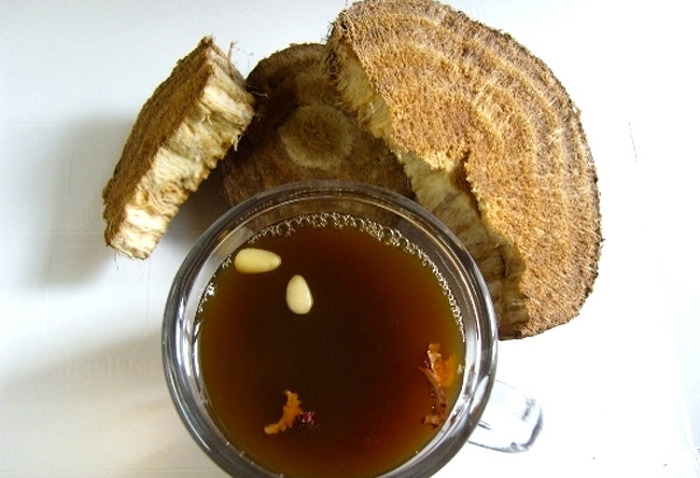
Kuzuyu

Kuzuyu (葛湯) es una bebida japonesa dulce preparada a base de harina de kudzu y agua caliente. Posee una textura espesa parecida  a la de la miel, y su color es claro y algo traslúcido. Se sirve en una taza o una bolsa para té. Tradicionalmente el kuzuyu es servido como una bebida caliente de postre durante los meses de invierno.
  

## Nombre
En japonés, Kuzu (葛) es la palabra utilizada para "kudzu" y a veces traducida como "maranta". (Sin embargo, kudzu y maranta son plantas diferentes).Yu (湯) significa “agua caliente”.

## Composición
La harina de kudzu o Kuzuko (葛粉), que es un polvo molido preparado a base de la raíz seca de la planta de kudzu, es mezclado con agua caliente y revuelto hasta que se torne espeso y se obtenga el Kuzuyu. La harina de kudzu, a veces es utilizada en salsas y sopas del resto de Asia, como un poderoso agente espesante el cual altera rápidamente la textura del agua. A pesar de que el polvo no posee aroma ni sabor, el kudzu produce un sabor dulce distintivo al ser disuelto en agua caliente.

## Nutrición
El kudzu contiene pequeñas proporciones de isoflavonoides denominados daidzina, daidzeína y puerarina, los cuales podrían tener un efecto beneficioso sobre el dolor de cabeza. Una variedad de Kuzuyu denominada kakkontō (葛根湯), que a veces contiene canela, es utilizado como un remedio para las secuelas de la borrachera por la medicina china tradicional en la cual el kudzu, y la canela son considerados dos de las 50 hierbas fundamentales.